# Segona batalla d'Édéa
La Segona batalla d'Édéa va ser el contraatac alemany contra les forces franceses estacionades al poble d'Édéa, durant la campanya de Kamerun de la Primera Guerra Mundial.
Les forces Aliades de Douala van ocupar la ciutat després de la Primera batalla d'Édéa a l'octubre de 1914. Els alemanys, desitjosos de recuperar la posició, van atacar el 5 de gener de 1915, però van ser repel·lits per les forces franceses.

## Antecedents
El poble d'Édéa es troba a la riba del riu Sanaga, al sud-est de la principal ciutat portuària de Douala. Una gran part de la guarnició alemanya de Douala es va dirigir cap a Édéa després del bombardeig naval Aliat de la ciutat.
Arran dels atacs aliats al pont de Japoma i d'Édéa en la Primera Batalla d'Edea, la força alemanya es va retirar cap a la ciutat de Yaoundé, més cap a l'est, al llarg de la línia de ferrocarril del sud. Això va permetre a les forces aliades ocupar Édéa sense oposició el 26 d'octubre de 1914.
Després de la caiguda d'Édéa, l'única força alemanya que podia amenaçar al general C.M. Dobell en Douala estava al nord, en la fortalesa de Dschang. El 2 de gener de 1915, una força britànica al comandament del coronel Edmund Georges va capturar la fortalesa després d'un breu bombardeig.

## Batalla

### Atac a Kopongo
La pèrdua de Dschang va provocar una contraatac alemany en un intent de recuperar Douala.
El 3 de gener, les forces alemanyes van tallar els cables telegràfics entre Douala i Édéa per a impedir les comunicacions entre les unitats Aliades. La força senegalesa francesa del coronel Mayer, que havia pres el pont d'Édéa, havia construït un anell de defenses al voltant de la seva posició avançada en Kopongo, aproximadament a 30 km més a l'interior d'Édéa.
El 5 de gener, una columna alemanya de 150 soldats va atacar les posicions franceses en Kopongo, però es van retirar patint importants baixes.

### Atac a Édéa
L'atac alemany sobre Édéa es va dur a terme de forma simultània al de Kopongo. Les tropes franceses de defensa d'Édéa havien construït una sèrie de trinxeres i fortificacions que envoltaven la ciutat, en preparació per a l'atac alemany.
El 5 de gener, una força de al voltant de 1.000 soldats alemanys van atacar les posicions del coronel Mayer. Es van dur a terme una sèrie d'atacs d'infanteria contra les posicions franceses, però van fracassar tots els intents.
Després de patir fins a 111 morts i un nombre similar de ferits, la força alemanya es va retirar de nou a Yaoundé.
La força de Mayer va patir només 4 morts i 11 ferits.

## Conseqüències
El resultat de la Segona Batalla d'Edea va ser l'èxit de la defensa aliada de la regió que envolta a Douala. Es va consolidar el control dels Aliats a la regió i els va permetre empènyer cap a l'est, cap a la base alemanya de Yaoundé. No obstant això, Dobell va demanar més reforços abans de fer un assalt a Yaoundé perquè va notar que les seves tropes eren massa petites.
Després de la seva derrota, les forces alemanyes van llançar un atac contra les posicions britàniques en Nkongsamba, que no va tenir èxit. L'intent d'Alemanya per a contenir les forces de Dobell va fracassar, obligant a Zimmerman, el comandant de les tropes alemanyes en Kamerun, a passar un cop més a la posició defensiva.